# Шокуров, Вячеслав Владимирович
Вячеслав Владимирович Шокуров (18 мая 1950, Москва) — российский математик, доктор физико-математических наук, профессор университета Джонса Хопкинса города Балтимора, внештатный сотрудник отдела алгебры МИАН, один из наиболее ярких представителей Московской школы алгебраической геометрии.

## Биография
В 1967 году окончил 2-ю физико-математическую школу в Москве и поступил на механико-математический факультет Московского государственного университета. После окончания аспирантуры МГУ и защиты кандидатской диссертации Шокуров поступает на работу в Ярославский педагогический институт.

## Научная деятельность
Вячеслав Шокуров является одним из ведущих учёных по бирациональной геометрии. Одна из самых популярных работ Шокурова «Трехмерные логперестройки» опубликованная в 1992 году.

### Публикации
- V A Iskovskikh, V V Shokurov, Birational models and flips, RUSS MATH SURV, 2005, 60 (1), 27-94.
- V V Shokurov, Prelimiting flips, PROCEEDINGS OF THE STEKLOV INSTITUTE OF MATHEMATICS, 2003, VOL 240, 75-213.
- V V Shokurov, 3-fold log flips, RUSS AC SC IZV MATH, 1993, 40 (1), 95-202.
- V V Shokurov, The nonvanishing theorem, MATH USSR IZV, 1986, 26 (3), 591—604.
- V V Shokurov, On the closed cone of curves of algebraic 3-folds, MATH USSR IZV, 1985, 24 (1), 193—198.
- V V Shokurov, Prym varieties: theory and applications, MATH USSR IZV, 1984, 23 (1), 83-147.
- V V Sokurov, The existence of a straight line on fano 3-folds, MATH USSR IZV, 1980, 15 (1), 173—209.
- V V Sokurov, Smoothness of the general anticanonical divisor on a fano 3-fold, MATH USSR IZV, 1980, 14 (2), 395—405.
- V V Sokurov, The noether-enriques theorem on canonical curves, MATH USSR SB, 1971, 15 (3), 361—403.